# Горная промышленность Египта
Горнодобывающая промышленность в Египте развивается с начала XXI века и имеет положительную динамику.

## Нефть
С 1983 по 1996 год ежегодное производство сырой нефти увеличилось с 32,2 до 45 млн т, производство природного газа за тот же период выросло более чем в 4 раза — с 2,6 до 11,3 млн т. н. В 1992 доля нефти в экспорте Египта составила 51 %. В 2001 г. нефть и газ обеспечивают более 50 % экспорта и примерно 8,5 % ВВП. Добыча сырой нефти и конденсата в 2001 г. в Египте составил 780—750 тыс. барр./сутки. Почти 80 % добычи нефти осуществляли вблизи Суэца. Исследования вели на полях в Западной Пустыне и у побережья Красного моря. По данным Egyptian General Petroleum Corporation, в 2002 г. добыча нефти в Египте составил 630 тыс. барр./сутки, что на 1,8 % меньше по сравнению с уровнем 2001 года. Добыча конденсата выросла на 9 %, до 87402 барр./сутки, производство сжиженного нефтяного газа снизилось на 8,2 %, до 5570 бар./сутки. Добыча газа выросла в среднем до 73 млн м³/сутки против 67.35 млн м³/сутки в 2001 г.

## Природный газ
В 2003 году был реализован первый в Египте проект по освоению морских месторождений: компания Burullus Gas Co. которой принадлежит концессионный блок West Delta Deep Marine в дельте Нила, начала добычу газа на месторождениях Скараб и Саффрон, расположенных в 120 км севернее Александрии. Компания Burullus представляет собой СП в составе BG-Egypt SA (25 % участия), Edison International SPA (25 %) и Egyptian General Petroleum Co. (50 %). До 2006 года BG планирует получать со своих месторождений в этом районе до 40 % газа, добываемого в Египте. С 2003 г. Египет является страной-экспортёром природного газа. В июне 2003 года состоялся запуск газопровода Египет-Иордания длиной 370 км. Планируется поставка египетского газа в Ливан и Сирию. Начальная пропускная способность газопровода Египет-Иордания — 1.1 млрд м³ в год, а к 2011 г. она возросла до 2.3 млрд м³ в год. Есть перспективы продолжения трубы из Сирии в Турцию, а также на Кипр. Кроме трубопроводного снабжения, Египет становится экспортёром существенных объёмов СПГ — до 10 трлн фут³ (в три этапа — 2005, 2006 и 2007 гг.).

## Тантал
В начале XXI в. в Египте начала развиваться танталовая подотрасль промышленности. Австралийская компания Gippsland Ltd в 2001 г. начала исследования на танталитовом месторождении в Египте с запасами 48 млн т. руды, содержащей в сер. 274 г/т Ta2O5. Через 18 месяцев после завершения исследований на площадке Abu Dabbab началось производство пентоксида тантала в объёме 926 т/год. Впоследствии производительность может быть удвоена. Компания Tantalum Australia (50 % египетского капитала) обладает танталовым рудником Абу-Даббаб (Mount Abu Dabbab) и намерена построить в Египте завод по производству тантала. Министерство промышленности и технологий Египта выбрало площадку для завода в 19 км от рудника и в 6 км от побережья Красного моря.

## Золото
Компания Centamin Egypt Ltd (бывшая Centamin NL) через вспомогательную компанию Pharaoh Gold Mines NL имеет три золотодобывающие концессионные площади Sukari, Barramiya и Abu Marawat/Hamama в Восточной Пустыне. Осуществляется золотодобывающий проект Ас-Суккяри в Восточной Пустыне, у Marsa Alam на побережье Красного моря. Всего 11 млн т. руды с содержанием 1.73 г/т Au. Компания Centamin имеет соглашение с Egyptian Geological Survey and Mining Authority (EGSMA) о выполнении горных работ на указанных площадях в течение 30 лет.

## Другие полезные ископаемые
В небольших объёмах разрабатываются богатые залежи фосфоритов у западного побережья Красного моря, а на территории Синайского полуострова — марганца. В оазисе Бахария ведётся разработка железной руды.